# Ejnar Hertzsprung
Ejnar Hertzsprung (Frederiksborg, 8 oktober 1873 – Tølløse, 21 oktober 1967) was een Deens astronoom en van 1920 tot 1945 hoogleraar aan de Universiteit Leiden.

## Biografie
Hertzsprung was de zoon van Severin Carel Ludwig Hertzsprung, directeur van een levenverzekeringsmaatschappij, en Henriette Charlotte Frost. Aanvankelijk wilde hij net als zijn vader sterrenkunde studeren maar op aanraden van zijn vader zag hij daarvan af. Geïnspireerd door de Deense scheikundige Julius Thomsen ging hij scheikunde studeren aan de Politechnische Hogeschool in Kopenhagen die hij in 1898 afrondde.
Na zijn afstuderen ging hij naar Sint-Petersburg waar hij als chemisch ingenieur werkzaam was. In 1901 verruilde hij Rusland voor Duitsland, waar hij naar Leipzig ging om fotochemie te studeren onder Wilhelm Ostwald. Hoewel hij van oorsprong chemicus was, vestigde hij zich in 1901 als onafhankelijk astronoom. In Kopenhagen werkte hij bij de particuliere Uraniasterrenwacht en later bij de universiteitssterrenwacht. De technieken die hij in Ostwalds laboratorium had geleerd paste hij toe op de astronomie.
Hij werd door Karl Schwarzschild in 1909 gevraagd naar Göttingen te komen om hem te assisteren op het Astrofysisch Observatorium in Potsdam. In 1913 trouwde hij met Henriette Kapteyn, dochter van de Nederlandse astronoom Jacobus Cornelius Kapteyn. Het huwelijk werd in 1937 ontbonden.
In 1919 vertrok Hertzsprung naar Leiden om bij de Leidse Sterrenwacht in dienst te treden. Als opvolger van Willem de Sitter werd hij in 1935 daar directeur en werkte samen met Jan Hendrik Oort. Die post behield hij tot 1944 waarna hij terugging naar Denemarken om met pensioen te gaan. Tot op hoge leeftijd bleef Hertzsprung actief bezig met astronomie.

## Werk
Zijn belangrijkste bijdragen aan de astronomie zijn het kleur-magnitudediagram of het Hertzsprung-Russelldiagram, waarin sterren geclassificeerd konden worden aan de hand van hun spectraalklasse en hun absolute helderheid. Het diagram is genoemd naar Hertzsprung en de Amerikaanse sterrenkundige Henry Norris Russell die deze relatie onafhankelijk van elkaar publiceerden. Ook het Hertzsprunggat in dit diagram is naar hem vernoemd. 
De resultaten van zijn onderzoek publiceerde Hertzsprung in 1905 niet in een sterrenkundig tijdschrift maar in Zeitschrift für Wissenschaftliche Photographie, een tijdschrift gewijd aan fotochemie en fotofysica. Doordat hij zijn werk in een fotografisch tijdschrift publiceerde kwam het aanvankelijk niet onder de aandacht van de sterrenkundige gemeenschap. Dit veranderde na de publicatie van Russell.
Verder ontdekte hij dat rode reuzen een veel lagere gemiddelde dichtheid hadden dan hoofdreekssterren. Hertzsprung gebruikte als een van de eersten de Cepheïden om afstanden buiten het Melkwegstelsel te bepalen in het heelal, onder andere die van de Kleine Magelhaense Wolk.

## Erkenning
Voor zijn werk ontving Hertzsprung vele belangrijke wetenschappelijk onderscheidingen, waaronder de gouden medaille van de Royal Astronomical Society en de Bruce Medal (1937) en eredoctoraten van de universiteit van Utrecht (1923), de universiteit van Kopenhagen (1946) en de universiteit van Parijs (1949).